# Julie Anne Robinson
Julie Anne Robinson ist eine britische Theater-, Fernsehen- und Filmregisseurin.

## Leben
Robinson begann ihre Karriere 1998 als Theaterregisseurin. Zwei Jahre später arbeitete sie erstmals für das britische Fernsehen und führte die Regie bei drei Folgen der BBC-Seifenoper Doctors. In den darauf folgenden Jahren drehte sie
Episoden weiterer Fernsehproduktionen, darunter sieben Folgen der Seifenoper Holby City. 2004 inszenierte sie die ersten drei Teilen des sechsteiligen Miniserie Blackpool. Hierfür wurde sie für einen BAFTA-Award nominiert, die Serie selbst erhielt 2006 eine Golden-Globes-Nominierung.
Dies ermöglichte ihr den Sprung in das US-amerikanische Fernsehgeschäft; noch im selben Jahr drehte sie eine Episode von Grey's Anatomy. Neben insgesamt fünf Folgen der Serie inszenierte sie weitere Serienfolgen, unter anderem für die Sitcom Samantha Who? 2009 begannen die Dreharbeiten für ihren ersten Spielfilm Mit Dir an  meiner Seite, eine Disney-Produktion mit Miley Cyrus und Greg Kinnear in den Hauptrollen.

## Filmografie (Auswahl)
- 2000–2001: Doctors (Fernsehserie, 3 Folgen)
- 2001–2005: Holby City (Fernsehserie, 7 Folgen)
- 2004: Blackpool (Fernsehserie, 3 Folge)
- 2006–2009: Grey’s Anatomy (Fernsehserie, 5 Folgen)
- 2007–2012: Weeds – Kleine Deals unter Nachbarn (Weeds, Fernsehserie, 5 Folgen)
- 2007: Coming Down the Mountain (Fernsehfilm)
- 2008: Samantha Who? (Fernsehserie, 2 Folgen)
- 2009: Pushing Daisies (Fernsehserie, eine Folge)
- 2010: Mit Dir an meiner Seite (The Last Song)
- 2012: Einmal ist keinmal (One for the Money)
- 2024: Doctor Who (Fernsehserie, 2 Folgen)

## Auszeichnungen
- 2005: BAFTA-Nominierung für Blackpool
- 2008: BAFTA-Nominierung für Coming Down the Mountain